# Ute Badura
Ute Badura (* 1957 in Moers) ist eine deutsche Filmautorin, Kamerafrau und Regisseurin. Ute Badura ist Mitglied der Deutschen Filmakademie e. V. und der Arbeitsgemeinschaft Dokumentarfilm.

## Leben
Ihre Ausbildung absolvierte sie im Bereich Kamera an der Staatlichen Fachschule für Optik und Fototechnik in Berlin. Von 1983 bis 1991 war Badura als Kameraassistentin im Dokumentar- und Spielfilmbereich tätig. 1998 wurde ihr erster eigener Kinodokumentarfilm Kinderland ist abgebrannt, den sie gemeinsam mit Sibylle Tiedemann produzierte, zum Deutschen Filmpreis nominiert. 2000 gründete sie die Produktionsfirma Badura Film. Die Produktionsfirma widmet sich in ihren Filmen häufig dem Thema Schlesien. 2008 war sie Regisseurin eines Teilabschnitts der Fernsehdokumentation 24h Berlin – Ein Tag im Leben. Seit Sommer 2009 drehte Ute Badura mit der Gesellschaft für interregionalen Kulturaustausch den Dokumentarfilm Häuser des Herrn über die Geschichte des Protestantismus in Schlesien, der im September 2010 seine Premiere in Görlitz hatte. 2012 ist Ute Badura Preisträgerin des Kulturpreises Schlesien des Landes Niedersachsen.

## Filmografie (Auswahl)
- 1990: „… eigentlich geht es mir gut“
- 1991: Schweigende Welt
- 1992: Weggehen ist keine Lösung
- 1993: Affenliebe
- 1994: „Weiss’ nicht“ – Homosexuelles Doppelleben
- 1994: Oda
- 1995: Betrayals
- 1996: Callgirls – Mütter – Schülerinnen
- 1998: Kinderland ist abgebrannt
- 2002: Schlesiens Wilder Westen
- 2004: An uns ist alles besonders – Eine Schulklasse in Schlesien
- 2007: Ein Quadratkilometer Stadt und eine Brücke
- 2008: 24h Berlin – Ein Tag im Leben
- 2010: Häuser des Herrn. Kirchengeschichten aus Niederschlesien

## Auszeichnungen
- 1998: Deutscher Filmpreis für Kinderland ist abgebrannt
- 1998: Dokumentarfilmpreis der Stadt Potsdam für Kinderland ist abgebrannt
- 2004: Deutsch-Polnischer Journalistenpreis für Schlesiens Wilder Westen
- 2012: Kulturpreis Schlesien des Landes Niedersachsen.